# Maresso
Maresso (Marèss in dialetto brianzolo) è una frazione del comune di Missaglia, in provincia di Lecco, posta a sudest del centro abitato, verso Lomagna.
È un piccolo borgo della Brianza, posto sulle dolci ondulazioni tra Montevecchia e Lomagna.

## Origine del nome
Il nome di Maresso, secondo alcune fonti, potrebbe derivare da Maressch "luogo paludoso", infatti nella valle scorre un torrente e i terreni potevano essere allagati

## Storia
Il nome appare per la prima volta nell'879, in un documento di conferma all'abate Pietro del monastero di Sant'Ambrogio.
Nuovamente il nome appare nel 1162 in un'investitura data alla chiesa di Monza da Federico Barbarossa dei beni che possedeva in detta località. Maresso era feudo dell'arciprete di Monza che godeva la giurisdizione su molte terre della Brianza. Le tre pestilenze della seconda metà del Trecento e quella del 1451 avevano dissanguato le campagne tanto che Maresso fu decimato; dopo l'ultima pestilenza, il paese si riduceva a pochissime famiglie.
Nel 1558 Maresso era Comune a sé, e dal 12 settembre 1605 divenne anche una parrocchia. In quel tempo contava 71 famiglie e Maressolo 13, nel 1751 gli abitanti erano 90, nel 1770 risultavano 147; nel 1788 la popolazione ammontava a 149 abitanti. Il Comune rimase indipendente fino al 1809 quando Napoleone decretò la prima unione con Missaglia annullata poi dagli austriaci, ma furono successivamente proprio i governanti tedeschi a cancellare definitivamente il municipio nel 1840, epoca nella quale è stato fuso con Contra. Nel 1928 la sede del Municipio fu trasferita a Missaglia, quando questa annesse proprio Contra. La domanda presentata nel 1946 per la ricostruzione del Comune non ebbe seguito.

## Rioni

### Ossola
Il rione più consistente è Ossola. La località è rimasta quale doveva essere nel sec. XVI, col rifacimento dei cascinali e un nuovo insediamento edilizio ad est ed a sud della frazione. Sull'unica piccola piazza è stata eretta una grotta di Lourdes. Ossola guarda Maresso che sorge oltre la valle percorsa dal torrente Lavandaia.

### Cascina Pianina
Cascina Pianina (in dialetto brianzolo Cassìna Pianìna) è un rione medievale, situato nel Parco regionale di Montevecchia e della Valle del Curone. La sua economia è prevalentemente agricola. Il territorio è contraddistinto da boschi, ruscelli e campi coltivati.
Vi è una grotta che i fedeli cattolici hanno consacrato a Maria Regina, recentemente ristrutturata in occasione del cinquecentesimo anniversario.